# الحرب العراقية الكردية الأولى
الحرب العراقية الكردية الأولى أو ثورة أيلول (بالكردية: شۆڕشی ئەیلوول) وهو صراع مسلح شهده إقليم كردستان العراق مابين عامي 1961 م لغاية عام 1970 م. وكان من أبرز القادة العسكريين العراقيين الذين ساهموا في الصراع في الشمال في تلك الفترة خليل الدباغ وسعيد حمو وعبد الجبار شنشل، ومن الجهة الكردية كان النضال بقيادة مصطفى بارزاني في محاولة لإنشاء إدارة كردية مستقلة في شمال العراق. خلال الستينيات، تصاعدت الانتفاضة إلى حرب طويلة، فشلت في حلها على الرغم من تغيرات السلطة الداخلية في العراق. خلال الحرب، كان 80% من الجيش العراقي يشاركون في القتال مع الكرد. انتهت الحرب بانتصار كردي في عام 1970، نتج عنه ما بين 75,000 إلى 105,000 ضحية. جاءت سلسلة من المفاوضات العراقية - الكردية في أعقاب الحرب في محاولة لحل النزاع. أدت المفاوضات إلى اتفاق الحكم الذاتي العراقي–الكردي لعام 1970.

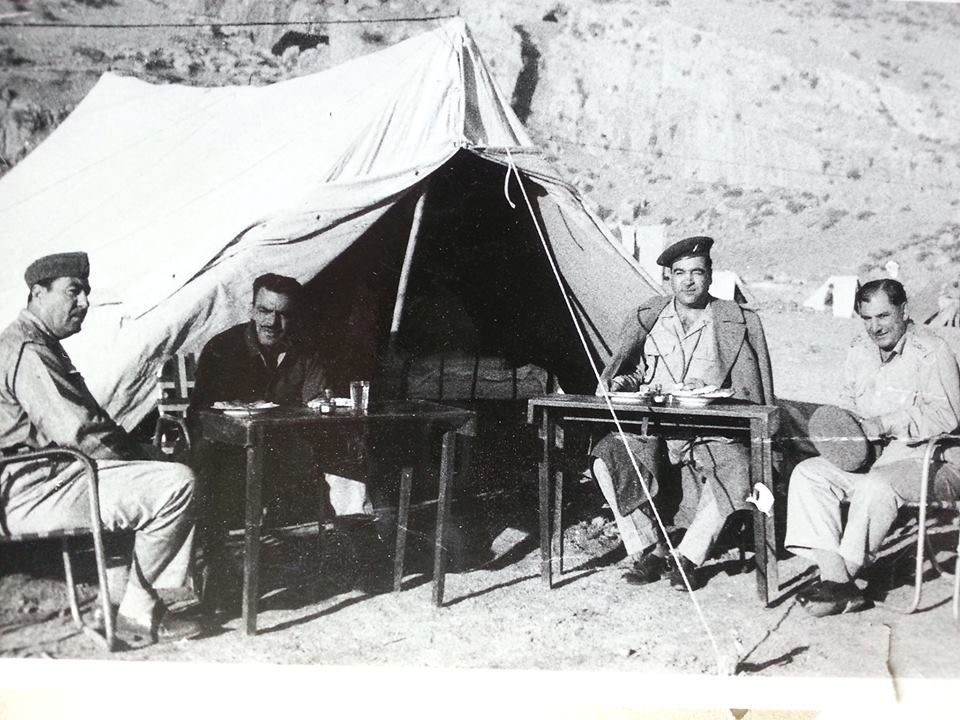
من اليمين العميد خليل جاسم (مسؤول الجتا والفرسان) جالس أمام الخيمة في حركات الشمال والشخص الذي يلبس داكن أسود هو العميد إبراهيم الانصاري رئيس أركان الجيش لاحقا.

## الخلفية
بعد الانقلاب العسكري الذي قام به عبد الكريم قاسم في عام 1958م، تمت دعوة البارزاني من قبل قاسم للعودة من المنفى. وكجزء من صفقة نظمها قاسم وبارزاني، وعد قاسم بمنح الحكم الذاتي للكرد في مقابل دعم بارزاني لسياساته. في غضون ذلك، وخلال الفترة 1959-1960، أصبح البرزاني رئيساً للحزب الديمقراطي الكردستاني، الذي تم منحه وضعًا قانونيًا في عام 1960م.

## الحرب والنضال

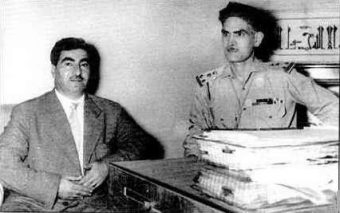
مصطفى البارزاني وعبدالكريم قاسم

بعد انقلاب تموز 1958 واستلام العسكريين بقيادة عبد الكريم قاسم للسلطة، اعاد قاسم الملا مصطفى البارزاني و600 من اتباعه كانت الحكومة الملكية العراقية قد ابعدتهم إلى المنفى في الاتحاد السوفيتي بعد عمليات بارزان الثانية والثالثة والرابعة وبعد انهيار جمهورية مهاباد الكردية في ايران واعدام زعيمها القاضي محمد. وبحلول أوائل عام 1960م، أصبح من الواضح أن قاسم لن يقوم بالموافقة على مطالبات البارزاني بالاستقلال الذاتي الإقليمي للكرد في المنطقة وضم كركوك. ونتيجة لذلك، بدأ الحزب الديمقراطي الكردستاني بالتحريض على الحكم الذاتي الإقليمي. في مواجهة المعارضة الكردية المتنامية، فضلاً عن السلطة الشخصية لبارزاني، بدأ قاسم في تحريض أعداء البارزاني التاريخيين، قبائل برادوست وزيباري، مما أدى إلى نشوب حرب بين القبائل خلال عام 1960 وأوائل عام 1961.
وبحلول شباط / فبراير 1961، هزم بارزاني القوات الموالية للحكومة العراقية آنذاك وعزز موقعه كزعيم للكرد. عند هذه النقطة، أمر بارزاني قواته بطرد جميع المسؤولين الحكوميين من جميع الأراضي الكردية حينها. لم تتلقى بغداد هذا الوضع بشكل جيد، ونتيجة لذلك، بدأ قاسم التحضير لهجوم عسكري ضد الشمال «المنطقة الكردية» لإعادة سيطرة الحكومة على المنطقة. في هذه الأثناء، في يونيو 1961، أصدر الحزب الديمقراطي الكردستاني إنذارا نهائيا مفصلا إلى قاسم يوجز المظالم الكردية ومطالبها وطالب بتصحيحها. تجاهل قاسم المطالب الكردية وواصل تخطيطه للحرب. لم يكن حتى العاشر من أيلول / سبتمبر، عندما تعرضت مجموعة من الجيش العراقي لكمين نصبته مجموعة من الكرد، في هذه الأثناء فإن الثورة الكردية بدأت فعلاً. رداً على الهجوم، هاجم قاسم وأمر سلاح الجو العراقي بقصف القرى الكردية بشكل عشوائي، الأمر الذي جعل جميع الكرد من مؤيدوا البارزاني ضد قاسم وحكومته.
بسبب عدم ثقة قاسم العميقة في الجيش العراقي، والذي فشل عمداً في تسليحه بشكل مناسب (في الواقع، نفذ قاسم سياسة تقنين الذخيرة)، لم تكن حكومة قاسم قادرة على إخضاع التمرد. أدى هذا الجمود إلى إثارة الفصائل القوية داخل الجيش وقيل إنه أحد الأسباب الرئيسية وراء الانقلاب البعثي على قاسم في فبراير 1963.
استُهدفت القرى الكردية التي تأوي المتمردين بالذخائر التي زودت بها الولايات المتحدة قنابل النابالم التي يبلغ عددها 1000 قنبلة و4000 قنبلة أخرى قدمتها الولايات المتحدة إلى حكومة البعث في بغداد لاستخدامها ضد الكرد. تم حرق العديد من القرى الكردية بأكملها بقنابل النابالم. قرار تزويد النابالم وغيره من الأسلحة إلى نظام البعث كان دعماً من الرئيس الأمريكي كينيدي آنذاك. وقنابل النابالم بيعت أيضا إلى العراق من قبل المملكة المتحدة. حيث شهد السفير الفرنسي بيرنارد دورين فتاة من كردستان العراق التي أحرق وجهها بواسطة القنابل المصنوعة في المملكة المتحدة.
بعد فشل الاتحاد السياسي السوري مع مصر عام 1961، تم إعلان سوريا جمهورية عربية في الدستور المؤقت. في 23 أغسطس 1962، أجرت الحكومة السورية تعداد سكاني خاص فقط لمحافظة الجزيرة ذات الغالبية الكردية «الحزام العربي». ونتيجة لذلك، تم تصنيف حوالي 120,000 كردي في الجزيرة بشكل تعسفي كأجانب لا هوايا لهم. بالإضافة إلى ذلك، أطلقت حملة إعلامية ضد الكرد بشعارات مثل «إنقاذ العروبة في الجزيرة» و«محاربة التهديد الكردي» تزامنت هذه السياسات مع بداية انتفاضة برزاني في كردستان العراق واكتشاف حقول النفط في المناطق الكردية المأهولة في سوريا. وفي يونيو 1963، شاركت سوريا في الحملة العسكرية العراقية ضد الكرد من خلال توفير الطائرات والمدرعات وقوة بشرية مؤلفة من 6000 جندي. عبرت القوات السورية الحدود العراقية وانتقلت إلى مدينة زاخو الكردية لمحاربة مقاتلي البارزاني.
حصلت الانتفاضة الكردية على دعم مادي من إيران وإسرائيل - كلاهما يرغبان في إضعاف العراق. اعتبرت إسرائيل الجيش العراقي تهديدًا محتملاً في حال تجدد القتال بين إسرائيل والأردن وسوريا. كانت القوات العراقية قد شاركت في الغزو العربي لإسرائيل عام 1948 وكان العراق هو المشارك العربي الوحيد في تلك الحرب الذي رفض التوقيع على اتفاقيات وقف إطلاق النار مع إسرائيل. ومنذ ذلك الحين هدد العراق في عدة مناسبات بإرسال قوات لمساعدة الأردن ضد إسرائيل خلال جولات القتال على الحدود بين الاثنين. لذلك، أراد الإسرائيليون إبقاء العراقيين محتلين في مكان آخر. مصلحة إسرائيلية أخرى كانت مساعدة كردية لليهود الذين ما زالوا يعيشون في العراق للهروب من الأراضي الكردية إلى إسرائيل. كانت إيران ترغب في تعزيز موقفها السياسي والعسكري الخاص بها تجاه العراق - القوة الإقليمية الوحيدة الأخرى في الخليج العربي - وربما انتزاع بعض التنازلات الإقليمية من العراق مقابل وقف دعم الكرد (تم تحقيق ذلك في عام 1975، خلال الحرب العراقية - الكردية الثانية، ولكن ليس من الواضح متى تم وضع الفكرة في الأصل).
في نوفمبر / تشرين الثاني 1963، بعد قتال داخلي كبير بين الأجنحة المدنية والعسكرية للبعثيين، أطيح بهم عبد السلام عارف في انقلاب. ثم بعد هجوم فاشل آخر على الكرد، أعلن عارف وقفا لإطلاق النار في فبراير 1964، والذي أثار انشقاقا بين المتطرفين الكرد في المناطق الحضرية من جهة وقوات البشمركة بقيادة بارزاني من جهة أخرى. وافق بارزاني على وقف إطلاق النار وأطلق الراديكاليين من الحزب. في أعقاب وفاة عارف غير المتوقع، حيث استبدله شقيقه عبد الرحمن عارف، قامت الحكومة العراقية بمحاولة أخيرة لهزيمة الكرد. فشلت هذه الحملة في مايو 1966، عندما هزمت قوات البارزاني الجيش العراقي في معركة جبل هاندرين بالقرب من رواندوز. في هذه المعركة، قيل إن الكرد ذبحوا فيلقاً عراقيًا كاملاً. واعترافًا بعدم جدوى استمرار هذه الحملة، أعلن عبد الرحمن عارف برنامجًا للسلام من 12 نقطة في يونيو 1966، والذي لم ينفذ بسبب الإطاحة بعبد الرحمن عارف في انقلاب عام 1968 من قبل حزب البعث.
استأنفت حكومة البعث حملة لإنهاء التمرد الكردي، الذي توقف في عام 1969. ويمكن أن يعزى ذلك جزئياً إلى صراع السلطة الداخلي في بغداد والتوترات مع إيران. علاوة على ذلك، ضغط الاتحاد السوفييتي على العراقيين كي يتصالحوا مع بارزاني.

## محادثات السلام
اعلن عن خطة سلام في شهر آذار/مارس عام 1970 نصت على استقلالية كردية أوسع. كما أعطت الخطة تمثيل الكرد في الهيئات الحكومية، «ليتم تنفيذها خلال أربع سنوات». على الرغم من ذلك، شرعت الحكومة العراقية في برنامج تعريب في مناطق كركوك وخانقين الغنية بالنفط في الفترة نفسها.

## الخسائر البشرية
حوالي 105,000 شخص لقوا حتفهم خلال الحرب.

## فيما بعد
في السنوات التالية، تغلبت الحكومة العراقية على انقساماتها الداخلية وأبرمت معاهدة صداقة مع الاتحاد السوفياتي في أبريل 1972 وأنهت عزلتها في العالم العربي. ومن ناحية أخرى، بقي الكرد يعتمدون على الدعم العسكري الإيراني، وكان بإمكانهم فعل القليل لتعزيز قواتهم. بحلول عام 1974، تصاعدت الحالة في الشمال «كردستان العراق» مرة أخرى إلى الحرب العراقية - الكردية الثانية، التي استمرت حتى عام 1975.